# Guyans-Vennes
Guyans-Vennes ist eine französische Gemeinde mit 847 Einwohnern (Stand: 1. Januar 2022) im Département Doubs in der Region Bourgogne-Franche-Comté.

## Geographie
Guyans-Vennes liegt auf 727 m über dem Meeresspiegel, zwölf Kilometer nördlich von Morteau und etwa 42 Kilometer östlich der Stadt Besançon (Luftlinie). Das Dorf erstreckt sich im Jura, in einer Talmulde, die leicht in das Becken von Vennes eingetieft ist, am Südfuß der Waldhöhe des Bois de Gassard und westlich des Tals des Dessoubre. Das Gemeindegebiet gehört zum Regionalen Naturpark Doubs-Horloger.
Die Fläche des 19,67 km² großen Gemeindegebiets umfasst einen Abschnitt des französischen Juras. Der Hauptteil des Gebietes wird vom Becken von Vennes eingenommen, das eine Breite von ungefähr vier Kilometer und eine Länge von fast zehn Kilometer aufweist und durchschnittlich auf 770 m liegt. Es ist überwiegend von Acker- und Wiesland bestanden. Das Plateau besitzt keine oberirdischen Fließgewässer, weil das Niederschlagswasser im verkarsteten Untergrund versickert. In das Becken eingetieft ist das Trockental von Guyans-Vennes, das topographisch zum Einzugsgebiet des Dessoubre gehört.
Im Norden und Nordwesten wird das Becken von einem bewaldeten Höhenzug flankiert, zu dem der Bois de Gassard (970 m), der Frémont (mit 984 m die höchste Erhebung von Guyans-Vennes) und der Bois du Roi (859 m) gehören. Dieser Höhenrücken bildet eine Antiklinale des Faltenjuras und ist gemäß der Streichrichtung des Gebirges in Südwest-Nordost-Richtung orientiert. Begrenzt wird der Gemeindeboden im Norden durch das Erosionstal der Reverotte, im Osten durch den Taleinschnitt des Dessoubre, wobei die Grenze nicht entlang der Flussläufe, sondern an den steilen, teils von Felsbändern durchzogenen Talhängen verläuft. Mit einem schmalen Zipfel erstreckt sich das Gemeindeareal nach Osten bis auf die Hochfläche von Le Russey südlich des Felszirkus Cirque de Consolation.
Zu Guyans-Vennes gehören neben dem eigentlichen Ortskern auch verschiedene Weiler und zahlreiche Einzelhöfe, darunter:
- Village-Haut (735 m) in der Talmulde von Guyans-Vennes am Fuß des Bois de Gassard
- Les Plains de Guyans (781 m) auf einem Plateau im Becken von Vennes
- Grand-Chaux (793 m) auf einem Plateau im Becken von Vennes, westlich des Dessoubre-Tals
- Sous le Bois (805 m) im Becken von Vennes am Ostfuß des Bois de Gassard

Nachbargemeinden von Guyans-Vennes sind Plaimbois-Vennes im Norden, Plaimbois-du-Miroir, Laval-le-Prieuré, Consolation-Maisonnettes, Mont-de-Laval und Le Bélieu im Osten, Fuans und Fournets-Luisans im Süden sowie Vennes im Westen.

## Geschichte
Das Gemeindegebiet von Guyans-Vennes war schon sehr früh besiedelt. Auf die späte Bronzezeit wird ein Tumulus zurückdatiert. Beim Weiler Grand-Chaux wurden Spuren eines römischen Lagers gefunden. Im Mittelalter gehörte Guyans-Vennes zunächst zur Herrschaft Montfaucon, danach zur Herrschaft Vennes. Zusammen mit der Franche-Comté gelangte das Dorf mit dem Frieden von Nimwegen 1678 an Frankreich. Seit 1998 ist Guyans-Vennes Mitglied des 44 Ortschaften umfassenden Gemeindeverbandes Communauté de communes du Pays de Pierrefontaine-Vercel.
Am 1. Januar 2009 erfolgte eine Änderung der Arrondissementszugehörigkeit der Gemeinde. Bislang zum Arrondissement Besançon gehörend, kamen alle Gemeinden des Kantons zum Arrondissement Pontarlier.

## Sehenswürdigkeiten
Die Kirche Mariä Himmelfahrt in Guyans-Vennes wurde im Stil des Klassizismus erbaut und besitzt ein Gemälde von Maria Trösterin der Betrübten aus der Zeit um 1500. Das Hôtel Normand stammt aus dem 17. Jahrhundert. Von der mittelalterlichen Burg Châtel-Neuf sind Ruinen erhalten.

## Bevölkerung
| Jahr                       | 1962 | 1968 | 1975 | 1982 | 1990 | 1999 | 2006 | 2016 |
| Einwohner                  | 481  | 499  | 532  | 530  | 536  | 575  | 667  | 822  |
| Quellen: Cassini und INSEE |      |      |      |      |      |      |      |      |

Mit 847 Einwohnern (1. Januar 2022) gehört Guyans-Vennes zu den kleinen Gemeinden des Départements Doubs. Nachdem die Einwohnerzahl in der ersten Hälfte des 20. Jahrhunderts markant abgenommen hatte (1906 wurden noch 700 Personen gezählt), wurde seit Beginn der 1960er Jahre wieder ein leichtes Bevölkerungswachstum verzeichnet.

## Wirtschaft und Infrastruktur
Guyans-Vennes war bis ins 20. Jahrhundert hinein ein vorwiegend durch die Landwirtschaft (Viehzucht und Milchwirtschaft, Ackerbau) und die Forstwirtschaft geprägtes Dorf. Daneben gibt es heute verschiedene Betriebe des Kleingewerbes, unter anderem in den Branchen Käseherstellung, Holzverarbeitung und Uhrenindustrie. Viele Erwerbstätige sind auch Wegpendler, die in den umliegenden größeren Ortschaften ihrer Arbeit nachgehen.
Die Ortschaft liegt abseits der größeren Durchgangsstraßen, ist aber von Orchamps-Vennes an der Hauptstraße D461, die von Besançon nach Morteau führt, leicht erreichbar. Weitere Straßenverbindungen bestehen mit Fuans und Consolation-Maisonnettes.